# Кривошапка, Антонина Владимировна
Антонина Владимировна Кривоша́пка (род. 21 июля 1987, Ростов-на-Дону) — российская бегунья, специализируется в беге на 400 метров. Бронзовый призёр чемпионата мира и чемпионата Европы. Офицер ВС РФ.

## Спортивная карьера

### Начало выступлений
Первые тренировки Антонина проводила в Ростове-на-Дону под руководством Сергея Величко. Через несколько лет переехала в Волгоград к новому тренеру — Владимиру Типаеву, с которым добилась наивысших результатов в своей карьере. В одном из интервью Антонина так отзывалась о своем наставнике: 
Мне Владимир Николаевич как второй отец. Он человек с большой буквы, идеальный. Я ради него из Ростова в Волгоград переехала. Сезон 2005—2006 года стал самым тяжелым периодом в моей жизни, и тренер меня вытащил из этой ямы, не хочу сейчас раскрывать все подробности, но поверьте, без него я сейчас не бегала бы. Я доверяю ему все свои тайны, он меня наизусть знает, когда нужно кнут применяет, когда пряник дает. Опекает, заботится.
На чемпионате мира среди юниоров в 2003 году Кривошапка на дистанции 400 м заняла второе место с результатом 53,54 с. В последующие годы она не выступала на международных соревнованиях, однако до 2008 года улучшила свой личный рекорд до 51,24 с.

### 2009 год
В феврале 2009 она установила личный рекорд в помещениях, пробежав дистанцию за 50,55 с, что одновременно означало лучший в мире результат года в помещении. На Чемпионате Европы по лёгкой атлетике в помещении 2009 в Турине она стала победительницей на дистанции 400 м с результатом 51,18 с. На следующий день она привела к победе российскую эстафету на 4×400 м, будучи последней бегуньей. В июле 2009 года на Чемпионате России в Чебоксарах Кривошапка достигла результата 49,29 с. На Чемпионате мира по лёгкой атлетике 2009 в Берлине она пробежала финальный забег с результатом 49,71 с, завоевав бронзовую медаль. Золото выиграла американка Саня Ричардс, серебро — Шерика Уильямс с Ямайки. Такое же распределение призовых мест имело место в финале эстафеты 4×400 м, где на последнем этапе вновь соперничали эти три спортсменки. Российская эстафета завоевала «бронзу».

### 2012 год
В июле 2012 года на чемпионате России в Чебоксарах спортсменка улучшила своё личное время — 49,16 с.
На Олимпиаде в Лондоне завоевала серебряную награду в эстафете 4×400 м.

### 2019 год
25 июля 2019 года Антонина завоевала золотую медаль на дистанции 400 метров на чемпионате России, которых прошёл в Чебоксарах. Результат российской бегуньи составил 51,25 секунды.

### 2020 год
26 февраля 2020 года — золотая медаль на дистанции 400 метров на чемпионате России в помещении в Москве. Результат — 52,02 секунды.

## Допинг
В 2017 году решением МОК была лишена награды Олимпийских игр 2012 года в эстафете 4×400 м из-за дисквалификации после обнаружения в её пробах допинга. 19 апреля 2017 года Всероссийская федерация легкой атлетики сообщила, что Антонина Кривошапка добровольно призналась в применении допинга. У неё был обнаружен запрещённый препарат дегидрохлорметилтестостерон. Антонина подписала предложенную Международной ассоциацией легкоатлетических федераций форму признания, которая предполагает снижение сроков дисквалификации спортсменов до двух лет, а также возврат спортсменом медалей и заработанных премиальных. Результаты, показанные ею между 2013 и 2015 годами, аннулированы.

## Результаты
Лучшие результаты по годам и место в списке мирового сезона
| Год   | 2007  | 2008  | 2009  | 2010  | 2011  | 2012  |
| ----- | ----- | ----- | ----- | ----- | ----- | ----- |
| 400 м | 52,32 | 51,24 | 49,29 | 50,10 | 49,92 | 49,16 |
| Место | 117   | 34    | 2     | 7     | 6     | 1     |

## Награды
- Медаль ордена «За заслуги перед Отечеством» I степени (13 августа 2012 года) — за большой вклад в развитие физической культуры и спорта, высокие спортивные достижения на Играх XXX Олимпиады 2012 года в городе Лондоне (Великобритания)[7]
- Заслуженный мастер спорта России (29 июля 2010 года)[8]